# Monceau-le-Waast
Monceau-le-Waast è un comune francese di 245 abitanti situato nel dipartimento dell'Aisne della regione dell'Alta Francia.

## Società
.

### Evoluzione demografica
Abitanti censiti